# 广深港客专公司
广深港客运专线有限责任公司（简称广深港客专公司），是廣深港高速鐵路廣深段的业主单位，负责其建设运营工作，2006年8月18日由广州铁路（集团）公司和广东省铁路建设投资集团分别代表中国铁路总公司与广东省各出资50%组建。广东铁投所持股份中，包括深圳市地铁集团委托持有的29.41%股份。截至2018年12月31日廣深港客運專線有限責任公司總資產273.89億元，淨資產144.95億元，淨利潤5.65億元，年度銷售（營業）收入35億元人民幣。
2010年代，广铁集团持有的公司股份转为中国铁路投资有限公司持有，后再转至中国铁路投资集团有限公司。2024年6月28日，广东铁投的股份划拨广铁集团，以换取后者退出珠三角城际公司。